# Brad Bird
Phillip Bradley Bird (Kalispell, Montana, 1957. szeptember 24.–) kétszeres Oscar-díjas amerikai animátor, filmrendező, forgatókönyvíró, producer és szinkronszínész. Ő rendezte a Szuper haver, A Hihetetlen család, a folytatás, A Hihetetlen család 2. és a L’ecsó című animációs játékfilmet, valamint a Mission: Impossible – Fantom protokoll és a Holnapolisz című filmeket.

## Élete
Bird a montanai Kalispellben született, Marjorie A. (született Cross) és Philip Cullen Bird négy gyermeke közül a legfiatalabbként. Édesapja a propánüzemben dolgozott, nagyapja, az írországi Sligo megyében született, Francis Wesley "Frank" Bird pedig a Montana Power Company elnöke és vezérigazgatója volt. 11 éves korában, a Walt Disney stúdióban tett látogatásán találkozott Frank Thomasszal és Ollie Johnstonnal, és bejelentette, hogy egy nap ő is a Disney animációs csapatának tagja lesz. Nem sokkal később elkezdett dolgozni saját 15 perces animációs rövidfilmjén. Bird két éven belül elkészült animációjával, amely lenyűgözte a Disney-t. 14 éves korára, alig járt középiskolába, Milt Kahl animátorral, aki a Disney's Nine Old Men egyike lett Bird mentorával. Miután 1975-ben elvégezte a Corvallis High School-t az oregoni Corvallisban, Bird három év szünetet tartott az animáció terén. Ezután Disney ösztöndíjat kapott a California Institute of the Arts-ban, ahol megismerkedett és összebarátkozott egy másik leendő animátorral, a Pixar társalapítójával és rendezőjével, John Lasseterrel.

## Magánélete
Birdnek és feleségének, Elizabethnek három fia van. Egyik fia, Nicholas, a Némó nyomában című animációs filmben Szotyi hangja volt. A másik fia, Michael, Tony Rydinger hangját adta a A Hihetetlen családban és annak folytatásában.
1998-ban, a Szuper haver forgatása alatt Bird nővérét, Susant, az elhidegült férje lelőtte, és öngyilkosságot követett a pisztollyal. A haláleset feldolgozása közben Bird úgy döntött, hogy a film történetét úgy alakítja át, hogy a fegyveres erőszak ellenes üzenetet tartalmazza, és a filmet neki ajánlja.
A közhiedelemmel szemben Bird tagadja, hogy filmjeire hatással lett volna Ayn Rand objektivizmusa, bár állítása szerint fiatalabb korában vonzódott Rand munkásságához, de kijelentette, hogy "az, hogy én vagyok az Ayn Rand nevű fickó, csupán egy fapados kritika". Dicsérte a Disney saját kézzel rajzolt animációját és Mijazaki Hajao munkásságát.

## Filmográfia

### Nagyjátékfilm

#### Rendező, író és producer
| Év   | Magyar cím                             | Eredeti cím                          | Feladatkör | Feladatkör | Feladatkör | Megjegyzések                  |
| Év   | Magyar cím                             | Eredeti cím                          | Rendező    | Író        | Producer   | Megjegyzések                  |
| ---- | -------------------------------------- | ------------------------------------ | ---------- | ---------- | ---------- | ----------------------------- |
| 1987 | Csoda a 8. utcában                     | Batteries Not Included               | Nem        | Igen       | Nem        |                               |
| 1999 | Szuper haver                           | The Iron Giant                       | Igen       | Igen       | Nem        | "Duck and Cover" dal előadója |
| 2004 | A Hihetetlen család                    | The Incredibles                      | Igen       | Igen       | Nem        |                               |
| 2007 | L’ecsó                                 | Ratatouille                          | Igen       | Igen       | Nem        |                               |
| 2011 | Mission: Impossible – Fantom protokoll | Mission: Impossible – Ghost Protocol | Igen       | Nem        | Nem        |                               |
| 2015 | Holnapolisz                            | Tomorrowland                         | Igen       | Igen       | Igen       | logók tervezője               |
| 2018 | A Hihetetlen család 2.                 | Incredibles 2                        | Igen       | Igen       | Nem        | "Frozone" dalszöveg           |

#### Animátor
- 1980: Állatolimpia (Animalympics)
- 1981: A róka és a kutya (The Fox and the Hound) – nincs feltüntetve
- 1982: A pestises kutyák (The Plague Dogs)
- 1985: A fekete üst (The Black Cauldron) – nincs feltüntetve
- 1987: The Brave Little Toaster – nincs feltüntetve
- 1999: Szuper haver (The Iron Giant) – nincs feltüntetve

#### Szinkronszínész
| Év   | Magyar cím             | Eredeti cím     | Szerep                            | Magyar hang    |
| ---- | ---------------------- | --------------- | --------------------------------- | -------------- |
| 2004 | A Hihetetlen család    | The Incredibles | Elza Divat                        | Halász Aranka  |
| 2007 | L’ecsó                 | Ratatouille     | Ambrister Minion, Ego komornyikja | Bodrogi Attila |
| 2015 | Jurassic World         | Jurassic World  | Monorail bemondó                  |                |
| 2018 | A Hihetetlen család 2. | Incredibles 2   | Elza Divat                        | Halász Aranka  |
| 2018 | A Hihetetlen család 2. | Incredibles 2   | egyéb hangok                      |                |

### Rövidfilm
| Év   | Magyar cím         | Eredeti cím             | Feladatkör | Feladatkör | Feladatkör      | Megjegyzések                 |
| Év   | Magyar cím         | Eredeti cím             | Rendező    | Író        | Vezető producer | Megjegyzések                 |
| ---- | ------------------ | ----------------------- | ---------- | ---------- | --------------- | ---------------------------- |
| 1990 |                    | Do the Bartman          | Igen       | Nem        | Nem             | videóklip storyboard rajzoló |
| 2005 | Furi-támadás       | Jack-Jack Attack        | Igen       | Igen       | Nem             |                              |
| 2005 |                    | Mr. Incredible and Pals | Kommentár  | Kommentár  | Igen            | kommentár párbeszédek        |
| 2005 | Az utcazenész      | One Man Band            | Nem        | Nem        | Igen            |                              |
| 2007 | Barátod, a patkány | Your Friend the Rat     | Nem        | Nem        | Igen            |                              |

Szinkronszínész
- 1979: Doctor of Doom – Don Carlo / járókelő
- 2018: Elza néni (Auntie Edna) – Elza Divat

## Fordítás
- Ez a szócikk részben vagy egészben  a   Brad Bird című angol Wikipédia-szócikk fordításán alapul.  Az eredeti cikk szerkesztőit annak laptörténete sorolja fel. Ez a jelzés csupán a megfogalmazás eredetét és a szerzői jogokat jelzi, nem szolgál a cikkben szereplő információk forrásmegjelöléseként.